# Économie des Pyrénées-Atlantiques
L'économie des Pyrénées-Atlantiques connaît des mutations déterminées, par son ouverture vers l'Espagne ou par l'Atlantique, et par des politiques de décentralisation. 

## Le département

### La situation géographique
Le département des Pyrénées-Atlantiques fait partie de la région Nouvelle-Aquitaine. Il est limitrophe des départements des Landes, du Gers et des Hautes-Pyrénées, ainsi que de l'Espagne (communauté autonome d'Aragon, communauté forale de Navarre, communauté autonome basque). Il est bordé à l'ouest par le golfe de Gascogne ou de Biscaye (côte basque). La chaîne des Pyrénées traverse le département d'est en ouest du col d'Aubisque à l'Océan. 

### La population
Les Pyrénées-Atlantiques comprennent environ 643 000 habitants.
La partie occidentale est principalement habitée par les Basques et la partie orientale par les Béarnais, qui depuis la Révolution et la création du département partagent le même département.

## La production

### Entreprises
Les industries du département sont principalement axées dans l'agroalimentaire : Euralis, Fromagerie des Chaumes, Lur Berri (marque Labeyrie), Lindt et Sprungli AG, groupe Sodiaal (Candia, coopérative 3A).
On peut également cité les Aciéries de l'Atlantique SA - Alliance Agro-Alimentaire - Cancé - Compagnie des chemins de fer du Midi - Dassault Aviation - ELF Aquitaine - Groupe Olano - Mas - Messier-Dowty - SHEM - Total - Safran Helicopter Engines

## Le département et la politique économique

### L'organisation politique et administrative
Chambre de commerce et d'industrie Pau Béarn - Chambre de commerce et d'industrie de Bayonne Pays basque - Chambre de métiers et de l'artisanat des Pyrénées-Atlantiques

### Infrastructures
A63 - A64 - A65 - A650 - E07 - Tunnel du Somport
Port de Bayonne - Port de Saint-Jean-de-Luz
Aéroport Pau-Pyrénées - Aéroport de Biarritz-Pays basque
Phare de Socoa - Phare de Biarritz